# Myrmicaria
Myrmicaria là một chi kiến trong phân họ Myrmicinae.

## Các loài
- Myrmicaria anomala Arnold, 1960
- Myrmicaria arachnoides (Smith, 1857)
- Myrmicaria arnoldi Santschi, 1925
- Myrmicaria basutorum Arnold, 1960
- Myrmicaria baumi Forel, 1901
- Myrmicaria birmana Forel, 1902
- Myrmicaria brunnea Saunders, 1842
- Myrmicaria carinata (Smith, 1857)
- Myrmicaria castanea Crawley, 1924
- Myrmicaria distincta Santschi, 1925
- Myrmicaria exigua Andre, 1890
- Myrmicaria faurei Arnold, 1947
- Myrmicaria fodica (Jerdon, 1851)
- Myrmicaria foreli Santschi, 1925
- Myrmicaria fumata Santschi, 1916
- Myrmicaria fusca Stitz, 1911
- Myrmicaria irregularis Santschi, 1925
- Myrmicaria laevior Forel, 1910
- Myrmicaria melanogaster Emery, 1900
- Myrmicaria natalensis (Smith, 1858)
- Myrmicaria nigra (Mayr, 1862)
- Myrmicaria opaciventris Emery, 1893
- Myrmicaria reichenspergeri Santschi, 1925
- Myrmicaria rhodesiae Arnold, 1958
- Myrmicaria rugosa (Smith, 1860)
- Myrmicaria rustica Santschi, 1925
- Myrmicaria salambo Wheeler, 1922
- Myrmicaria striata Stitz, 1911
- Myrmicaria striatula Santschi, 1925
- Myrmicaria tigreensis (Guerin-Meneville, 1849)
- Myrmicaria vidua Smith, 1858